# David I. Masson
David Irvine Masson (geboren am 6. November 1915 in Edinburgh; gestorben am 25. Februar 2007 in Leeds, West Yorkshire) war ein britischer Science-Fiction-Autor und Bibliothekar.

## Leben
Masson stammte aus einer Familie bedeutender Gelehrter und Intellektueller. Sein Vater wie auch sein Großvater waren Professoren für Chemie, sein Urgroßvater war der schottische Literaturwissenschaftler und Milton-Biograph David Masson. So war auch für den jungen Masson eine akademische Laufbahn vorgezeichnet. Nach dem Besuch der Oundle School in Northamptonshire studierte Masson englische Literatur am Merton College in Oxford, wo er 1937 den Bachelor machte und 1941 mit dem Master abschloss. 1939 hatte er an der Universität Leeds als Bibliotheksassistent zu arbeiten begonnen. Während des Zweiten Weltkriegs diente er im Royal Army Medical Corps, vorwiegend in Nordafrika und Italien. Nach dem Krieg arbeitete er als Bibliothekar an der Universität Liverpool, 1956 kehrte er nach Leeds zurück, wo er Betreuer der Brotherton Collection wurde, der auf den Industriellen und Politiker Edward Brotherton zurückgehenden Sammlung, die den Kern der neuen Universitätsbibliothek von Leeds bildet. 1979 wurde Masson dort pensioniert. Seit 1950 war er mit Olive Newton verheiratet. Aus der Ehe stammen eine Tochter und drei Enkelkinder.
Als Bibliothekswissenschaftler veröffentlichte er zwei Sammlungskataloge, als Anglist befasste er sich mit Fragen der Poetik und der Prosodie, insbesondere am Beispiel Rainer Maria Rilkes, und veröffentlichte in diesem Bereich zahlreiche Artikel sowie eine Monographie, worin er die Rolle von Lautmustern in der Dichtung untersuchte. Er lieferte auch Beiträge für die 1965 erschienene Ausgabe der Encyclopedia of Poetry and Poetics.
Von Bedeutung und in Erinnerung ist Masson aber vor allem als Science-Fiction-Autor. Er hat zwar keinen Roman geschrieben und insgesamt nur 10 Kurzgeschichten verfasst, diese aber waren in ihrer Zeit so einzigartig und für die Autoren der New Wave in der britischen Science-Fiction, die sich um Michael Moorcock und das Magazin New Worlds gruppierten – wo auch Massons Erzählungen erschienen – so beispielhaft, dass dieses schmale Werk ausreichte, um Masson eine dauernde Position zu garantieren. Die ersten sieben Erzählungen erschienen 1968 gesammelt in The Caltraps of Time (deutsch als An den Grenzen der Zeit), 2003 erschien eine um die drei später erschienenen Geschichten ergänzte Neuauflage.
Besonderen Eindruck hinterließ bei ihrem Erscheinen im September 1965 die Erzählung Traveller’s Rest über einen sinnlosen Krieg in einer von relativistischen Zeitverzerrungen geprägten Landschaft. Immer wieder festgestellt wurde auch, dass jede von Massons Erzählungen in Art und Konzepten einzig war – auch wenn die Behandlung von Zeitreisen und Zeitfragen einen Schwerpunkt darstellt – und jeweils einen eigenen Ton anschlug. Das Spektrum reicht hier von Traveller’s Rest, der düsteren Geschichte aus den Grenzbereichen von Physik und Psychologie, bis zur Satire oder dem gekonnten Pastiche in A Two-Timer, das komplett im Englisch eines unfreiwilligen Zeitreisenden aus dem 17. Jahrhundert verfasst ist.

## Bibliografie
Sammlung
- The Caltraps of Time (1968, erweiterte Neuausgabe 2003)
  - Deutsch: An den Grenzen der Zeit. Übersetzt von Horst Pukallus. Ullstein Science Fiction & Fantasy #31077, 1984, ISBN 3-548-31077-X.

Kurzgeschichten
- Traveller's Rest (1965). Deutsche Übersetzungen:
  - An der Zeitgrenze. Übersetzt von Alfred Joseph. In: Robert Silverberg (Hrsg.): Die Mörder Mohammeds. Marion von Schröder (Science Fiction & Fantastica), 1970.
  - Urlaub von der Front. Übersetzt von Dolf Strasser. In: Science-Fiction-Stories 60. Ullstein (Ullstein 2000 #115 (3250)), 1976, ISBN 3-548-03250-8.
  - An der Zeitfront. In: Hans Joachim Alpers, Werner Fuchs (Hrsg.): Die Sechziger Jahre II. Hohenheim (Edition SF im Hohenheim Verlag), 1984, ISBN 3-8147-0037-6.
  - Ablösung. Übersetzt von Walter Brumm. In: Karl Michael Armer, Wolfgang Jeschke (Hrsg.): Die Fussangeln der Zeit. Heyne (Bibliothek der Science Fiction Literatur #28), 1984, ISBN 3-453-31019-5.
  - An der Zeitfront. In: An den Grenzen der Zeit. 1984.
- Lost Ground (1966)
  - Deutsch: Verlorener Boden. In: An den Grenzen der Zeit. 1984.
- Mouth of Hell (1966)
  - Deutsch: Schlund der Hölle. In: An den Grenzen der Zeit. 1984.
- A Two-Timer (1966)
  - Deutsch: Reis durch zween Zeiten. In: Karl Michael Armer, Wolfgang Jeschke (Hrsg.): Die Fussangeln der Zeit. Heyne (Bibliothek der Science Fiction Literatur #28), 1984, ISBN 3-453-31019-5. Auch als: Hausfreund von vorgestern. In: An den Grenzen der Zeit. 1984.
- Psychosmosis (1966)
  - Deutsch: Psychosmosis. In: An den Grenzen der Zeit. 1984.
- The Transfinite Choice (1966)
  - Deutsch: Die unendliche Wahl. In: An den Grenzen der Zeit. 1984.
- Not So Certain (1967)
  - Deutsch: Weniger sicher. In: An den Grenzen der Zeit. 1984.
- The Show Must Go On (1970)
  - Deutsch: The Show Must Go On. In: Wolfgang Jeschke (Hrsg.): Papa Godzilla. Heyne (Heyne Science Fiction & Fantasy #4560), 1989, ISBN 3-453-03152-0.
- Take It Or Leave It (1970)
  - Deutsch: Kopf oder Zahl. In: Wolfgang Jeschke (Hrsg.): Mondaugen. Heyne (Heyne Science Fiction & Fantasy #4660), 1990, ISBN 3-453-03914-9.
- Doctor Fausta (1974)
  - Deutsch: Doktor Fausta. In: Wolfgang Jeschke (Hrsg.): Das Blei der Zeit. Heyne (Heyne Science Fiction & Fantasy #4803), 1991, ISBN 3-453-04996-9.

Sachliteratur
- Hand-List of Incunabula in the University Library, Liverpool. Privatdruck, 1948. Supplement, 1955.
- Catalogue of the Romany Collection formed by D.U. McGrigor Phillips, LL. D., and presented to the University of Leeds. Nelson, Edinburgh 1962.
- Poetic Sound-Patterning Reconsidered. Philosophical and Literary Society, Leeds 1976.